# Nagypirit
Nagypirit es un pueblo ubicado en el distrito de Devecser, en el condado de Veszprém, Hungría.

## Superficie
Posee una superficie de 10,17 kilómetros cuadrados.

## Demografía
Hasta 2019 la población era de 232 habitantes, con una densidad de población de 22,81 habitantes por kilómetro cuadrado.